# Langtons makalösa
Langtons makalösa är en äpplesort som uppkom i Leicestershire, England på 1700-talet. Sorten beskrevs för första gången av den tyske pomologen Diel 1809. Langtons makalösa är ett medelstort plattrunt äpple med ojämn omkrets, djup stjälkhåla, litet kärnhus, stora långspetsade kärnor, rost i stjälkhålan, vitgrön grundfärg med röda strimmor och gulvitt fruktkött utan kryddighet. Sorten mognar i november och är en utmärkt hushållsfrukt; i England anses den vara den bästa för geléberedning. Sorten kan odlas i Sverige ända upp till Västmanland. I Sverige infördes sorten av Ramlösa Plantskola 1886.